# Kiester, Minnesota
Kiester, Minnesota (енгл. Kiester) град је у америчкој савезној држави Минесота.

## Демографија
По попису из 2010. године број становника је 501, што је 39 (-7,2%) становника мање него 2000. године.
| Група             | 2000.       | 2010.       |
| Белци             | 527 (97,6%) | 475 (94,8%) |
| Афроамериканци    | 1 (0,2%)    | 0 (0,0%)    |
| Азијати           | 1 (0,2%)    | 2 (0,4%)    |
| Хиспаноамериканци | 10 (1,9%)   | 21 (4,2%)   |
| Укупно            | 540         | 501         |